# ユキイロドットコム
ユキイロドットコムは、かつて中日本高速道路株式会社が運営していた高速道路の雪道情報サービスサイトである。各インターチェンジの天気、積雪量等をリアルタイムで知る事が出来るピンポイントインターチェンジ情報や交通情報、ライブカメラなど様々なコンテンツがあった。なお、東日本高速道路株式会社では同様に高速道路雪道情報（愛称 : ドラぷら-ドライブプラザの略称）を、西日本高速道路株式会社ではアイハイウェイというサイトでそれぞれ提供している。
2009年-2010年分からは、ライブカメラなどオールシーズンで利用出来るようになっていた。
2011年-12年からは関西地方の高速道路はアイハイウェイが提供するため、当サイトでは提供されなくなった。そのため、当サイトは中日本高速道路株式会社の1社運営となった（それまでは西日本高速道路株式会社と共同運営だった）。
2012年4月30日、このサイトは閉鎖され、11月からは、iHighway 中日本で雪道情報が提供されている。

## 対象高速道路・一般有料道路
管轄がまたがる道路は中日本管内のみ。
- 東名高速道路
- 中央自動車道
- 小田原厚木道路
- 首都圏中央連絡自動車道
- 八王子バイパス
- 西湘バイパス
- 新湘南バイパス
- 東富士五湖道路
- 西富士道路
- 中部横断自動車道
- 長野自動車道
- 安房峠道路
- 名神高速道路
- 新名神高速道路
- 北陸自動車道
- 東海北陸自動車道
- 東海環状自動車道
- 伊勢湾岸自動車道
- 名古屋第二環状自動車道
- 東名阪自動車道
- 伊勢自動車道
- 紀勢自動車道

## サービス提供期間
- 毎年11月上旬-翌年3月下旬